# Ordre des Indes britanniques
L’ordre des Indes britanniques (Order of British India) est un ordre militaire de l'Inde britannique, institué en 1837 par la Compagnie anglaise des Indes orientales, puis rattaché à la Couronne britannique en 1859. Il fut abandonné en 1947, avec l'indépendance de l'Inde et la création d'un système honorifique distinct.
L'ordre était décerné pour service distingué au cours d'une campagne en particulier, mais aussi remise aux officiers ayant servi entre 20 et 30 ans. Les récipiendaires peuvent utiliser les lettres post-nominales « OBI ».

## Historique
Cette distinction n'est plus attribuée depuis l'accession à l'indépendance de l'Inde en 1947.

## Description
Le ruban était à l'origine bleu pâle pour la première année, puis rouge de 1838 à 1939. Enfin, jusqu'en 1947, avec la création d'une deuxième classe, les rubans comportaient 2 (1re classe) et 1 (2e classe) rayure bleue au centre.
Le badge était différent en fonction de la classe :